# Ligne de Miramas à l'Estaque
La ligne de Miramas à l'Estaque, surnommée ligne de la Côte Bleue, est une ligne ferroviaire française à voie normale du département des Bouches-du-Rhône qui constitue un itinéraire alternatif à la section de Miramas à l'Estaque de la ligne de Paris-Lyon à Marseille-Saint-Charles en passant par Port-de-Bouc et en longeant la Côte Bleue.
Elle constitue la ligne 935 000 du réseau ferré national.

## Histoire
(février 2019).
Dès le milieu du XIXe siècle, il existe une ligne principale d'Avignon à Marseille qui traverse le massif de l'Estaque entre l'étang de Berre et l'Estaque, au nord de Marseille, par le tunnel de la Nerthe. Achevée le 8 janvier 1848, elle a été construite sur les plans de l'architecte Paulin Talabot.
À la fin de la guerre franco-prussienne de 1870, la Compagnie des chemins de fer de Paris à Lyon et à la Méditerranée (PLM) envisage de doubler partiellement la ligne entre Miramas et Marseille afin de disposer d'un itinéraire de délestage en cas de problème dans le tunnel de la Nerthe. Le tracé retenu, dit « par Port-de-Bouc », contourne l'étang de Berre par l'ouest, traverse la passe de Caronte près de Martigues, puis longe la Côte Bleue jusqu'à l'Estaque. C'est un des trois tracés qui avaient été antérieurement proposés pour la construction de la ligne de Paris-Lyon à Marseille-Saint-Charles, malgré la difficulté du parcours.
Une convention signée le 10 mai 1874 entre le conseil général des Bouches-du-Rhône et Messieurs Digeon et Dellamarre concède une ligne de Miramas à Port-de-Bouc. La concession est approuvée par un décret le 12 avril 1875 qui déclare la ligne d'utilité publique à titre d'intérêt local. Dans le cahier des charges il est précisé que la ligne débute dans la station de Miramas, en embranchement de la ligne de Lyon à Marseille, puis elle doit passer à Istres, proche de Fos et se terminer à Port-de-Bouc.
La compagnie met la ligne en service en 1882.
Un décret du 5 juin 1891, autorise la substitution de la Société des Chemins de Fer de Miramas à Port de Bouc (MPB) aux concessionnaires initiaux dont la compagnie avait fait faillite en 1887[réf. nécessaire].
La ligne de Miramas à l'Estaque est concédée à titre éventuel à la Compagnie des chemins de fer de Paris à Lyon et à la Méditerranée (PLM) par une convention signée entre le ministre des Travaux publics et la compagnie le 26 mai 1883. Cette convention est approuvée par une loi le 20 novembre suivant. Le 29 juin 1904, la loi déclarant la construction de la ligne d'utilité publique est promulguée. Cette loi prévoit le rachat par l'État et l'intégration au réseau de la Compagnie des chemins de fer de Paris à Lyon et à la Méditerranée de la ligne de Miramas à Port-de-Bouc, avec adaptation de celle-ci pour être intégrée dans la nouvelle ligne. L'enquête et les expropriations peuvent commencer. En 1908, la Compagnie des chemins de fer de Paris à Lyon et à la Méditerranée double la voie entre Miramas et Port-de-Bouc et commence la construction entre Port-de-Bouc et l'Estaque. 
Les plans de la ligne sont établis à Lyon par les services techniques du PLM, dirigés par l'ingénieur en chef Canat. Ils sont approuvés par le directeur du PLM, Gustave Noblemaire, en 1904. Paul Séjourné, nouvel ingénieur au PLM, supervise la construction. La difficulté des travaux consistait au fait qu'il n'y a pas de plaine littorale ; la ligne est donc accrochée au flanc de la chaîne de l'Estaque. 
La ligne de Miramas à Port-de-Bouc est doublée en totalité le 1er juillet 1913 et la portion Port-de-Bouc - L'Estaque ouverte le 15 octobre 1915.
La ligne est électrifiée entre Miramas et Lavalduc, au sud d'Istres, où un embranchement est construit pour donner accès au complexe pétrochimique et au port de Fos-sur-Mer. Le projet d'électrification en 1500 volts en courant continu prévoyait une électrification totale de cette ligne, cependant, le nombre de tunnels à mettre au gabarit étant rédhibitoire, l'électrification du tronçon entre Lavalduc et l'Estaque est abandonnée, aussi pour des raisons de coûts (il fallait impérativement électrifier en 1500 volts en courant continu, le 25Kv alternatif, moins coûteux, aurait compliqué l'exploitation, contrairement à la Côte d'Azur). Avec la généralisation des BGC 81000, ces véhicules bi-mode pourront changer de mode en marche, au niveau de la bifurcation de Lavalduc, lorsque cette opération sera autorisée dans tous les dépôts gérant ces AGC, dont Marseille.
De mars à septembre 2020, la ligne est interrompue pour travaux de modernisation. Cependant, cette modernisation ne prévoit pas de travaux de gabarit électrification dans les tunnels ou d'électrification. La ligne reste exclusivement exploitée en véhicules bi-modes (Régiolis, BGC B 81500 et futures locomotives Euro Dual pour le fret).
Les travaux de modernisation sont programmés du 18 mai 2020 au 28 mai 2021, avec une fermeture totale de la ligne du 31 août 2020 au 25 avril 2021.
Les travaux permettent le renouvellement de la voie, entre la gare de Carry-le-Rouet et la gare de l'Estaque, la sécurisation du Tunnel de Rio Tinto, la refection du remblai des Eaux-Salées et la sécurisation des versants des tunnels de Méjean, Erevine et Baume de Lume à Ensuès-la-Redonne, de Pierres Tombées et Aragnols (Le Rove) 
La ligne rouvre au public le lundi 26 avril 2021.

## Infrastructure

### Ouvrages d'art
Sur ses 61 kilomètres, la ligne comprend 18 viaducs ou ponts et 23 tunnels dont :
- Les viaduc et pont de Caronte, pont en treillis métallique d'une longueur totale de 1 057 mètres au-dessus de la « passe » de Caronte. Le pont est un des rares ponts-tournants existant en France et le plus imposant.
- Le viaduc des Eaux-salées ainsi que ceux de Corbière et de La Vesse figurant parmi les derniers grands ponts en maçonnerie construits en France (architecte Paul Séjourné).
- Le tunnel du Moulon (936 m).

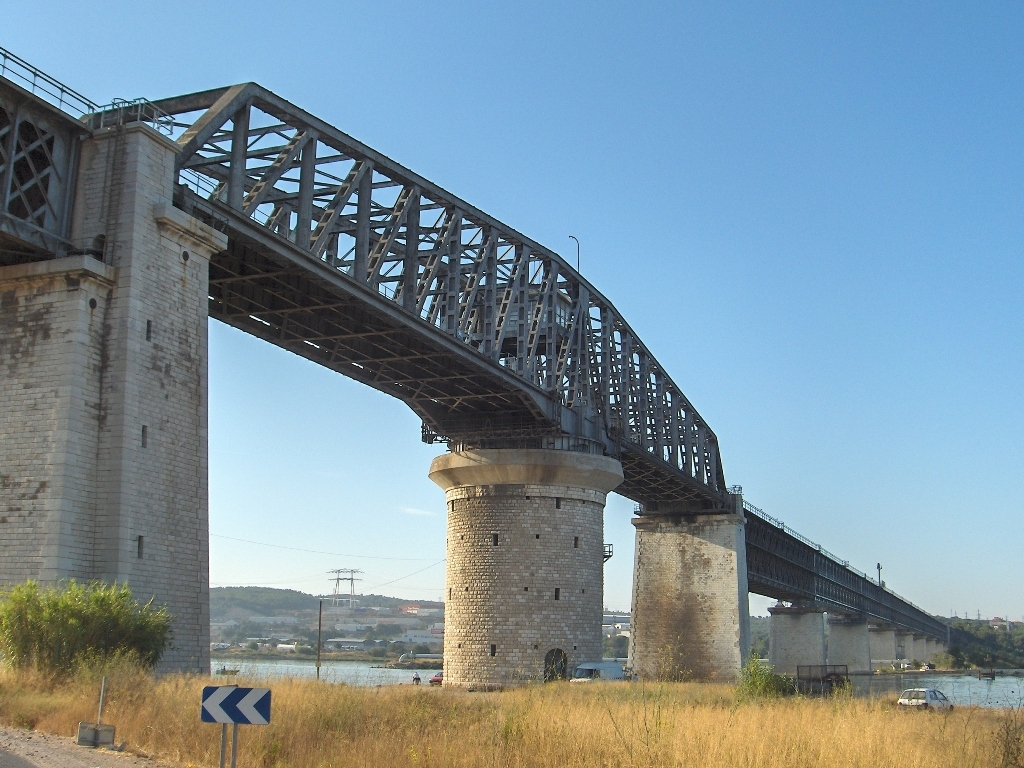
Le pont de Caronte.
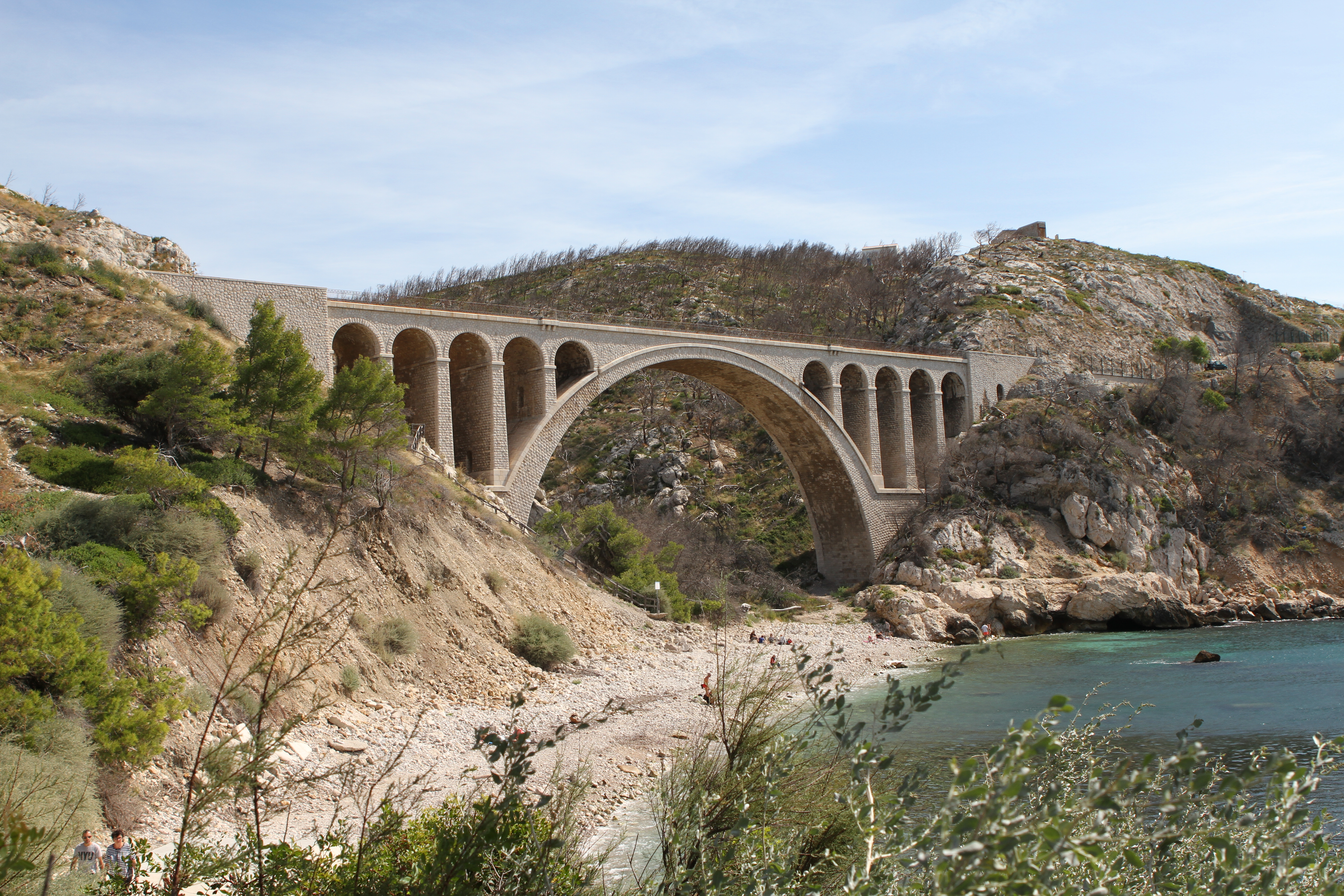
Le viaduc des Eaux-Salées.
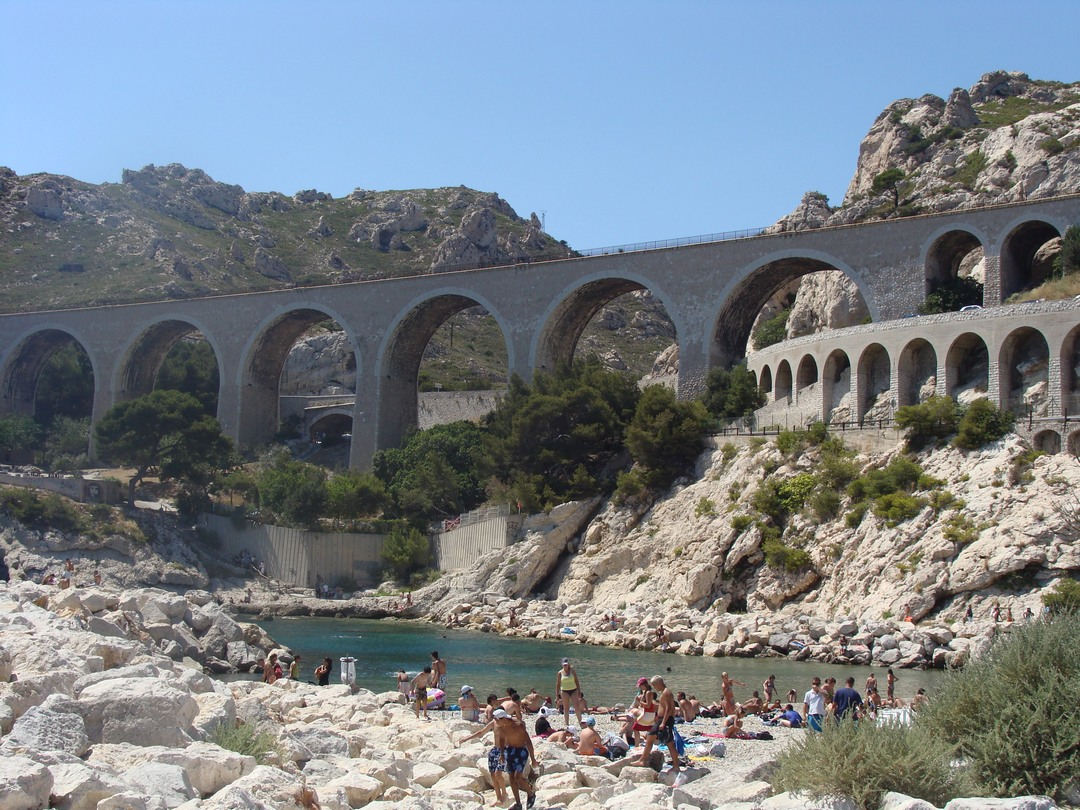
Le viaduc de Corbière.
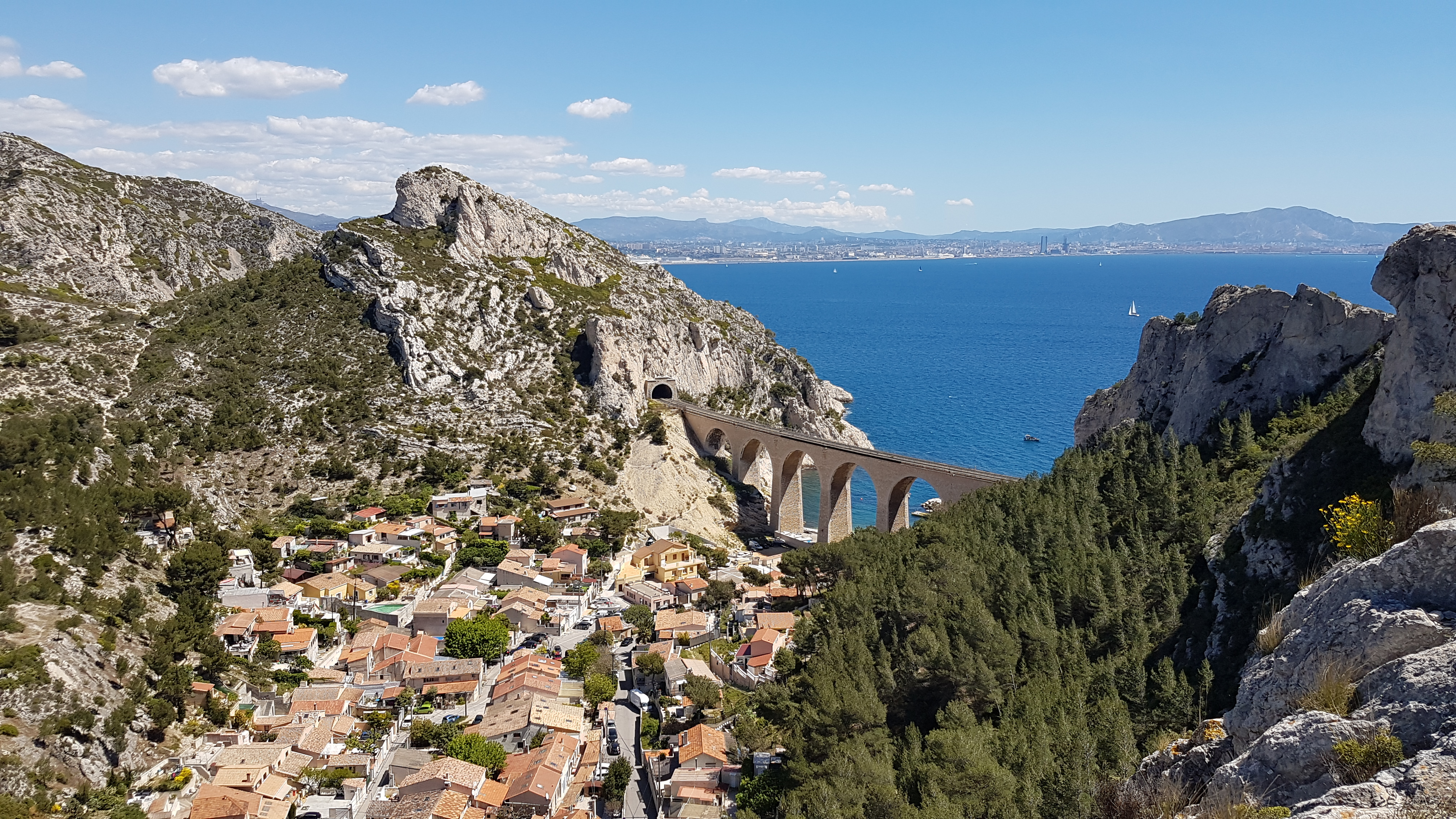
Le viaduc de la Vesse au Rove.
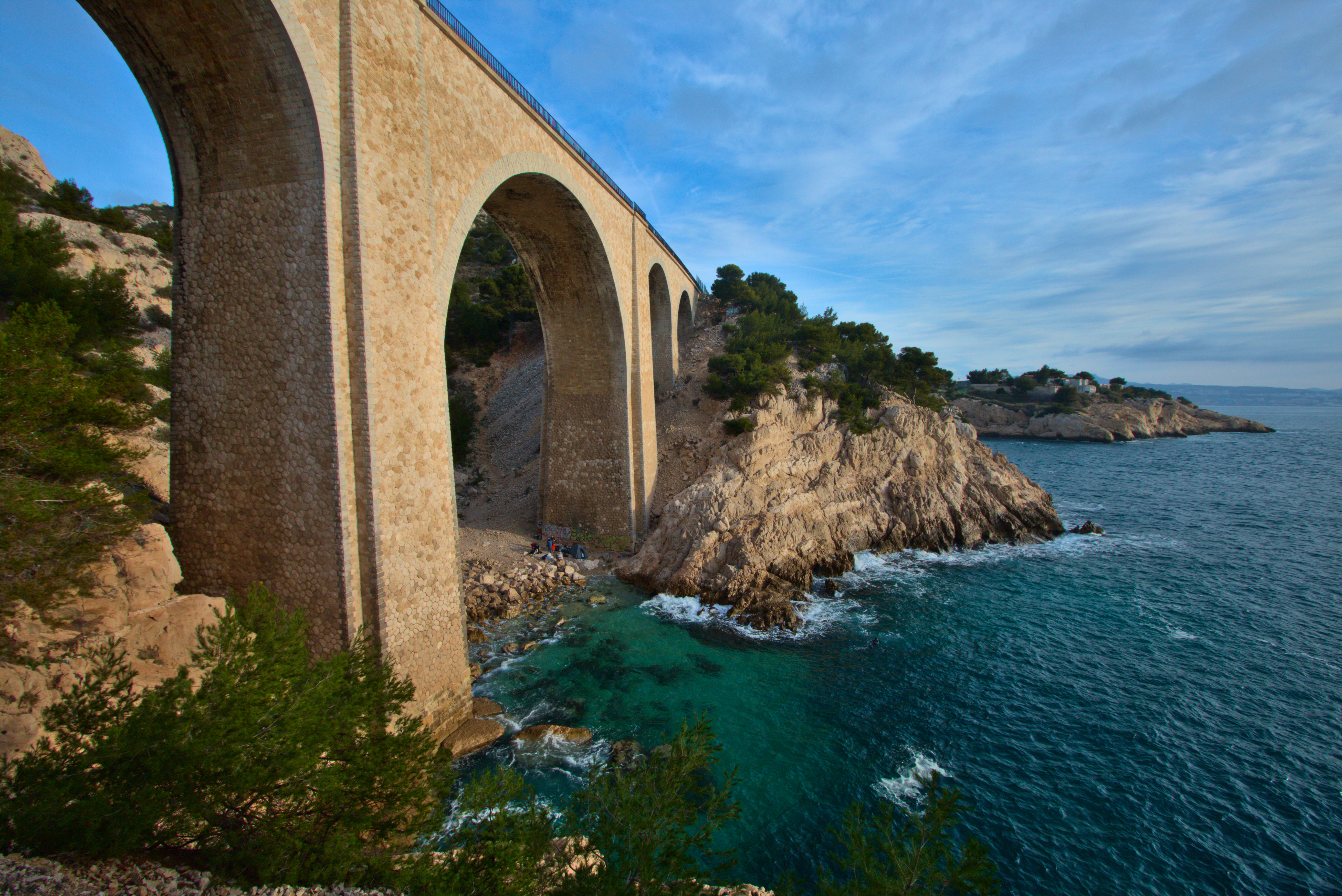
Le viaduc du Jonquier près de Niolon.

## Exploitation

### Desserte voyageurs

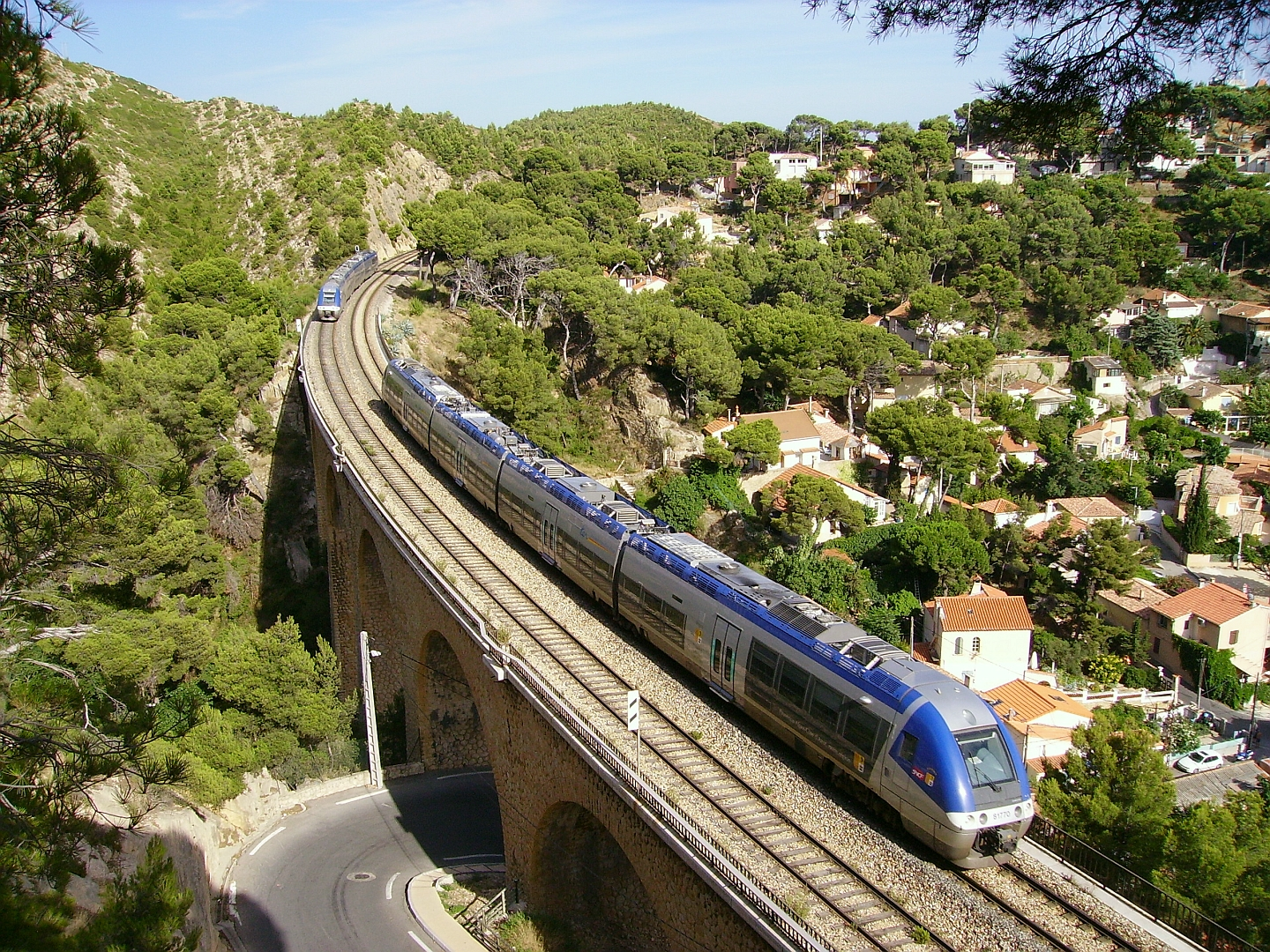
Deux TER se croisent à l'entrée de la gare de la Redonne.

Les TER Provence-Alpes-Côte d'Azur assurent une bonne desserte des gares de la ligne : 14 circulations quotidiennes dans chaque sens en semaine, dix les samedis, dimanches et fêtes, selon un horaire cadencé sur base horaire, en correspondance à Miramas avec les TER de ou vers Salon-de-Provence, Arles, Montpellier, Avignon et Lyon.
L'unique train direct, de nuit, de Paris à Marseille via Salon et Port-de-Bouc, surnommé ironiquement « le Fosséen » par analogie au célèbre Phocéen, a été supprimé dans les années 1990.
L'été, la Région propose des forfaits touristiques de libre circulation sur la ligne ou incluant une sortie en mer.

### Autres
Unique accès ferroviaire pour la zone industrielle et portuaire de Fos-sur-Mer (Grand port maritime de Marseille), la ligne est électrifiée de Miramas jusqu'à l'embranchement de la desserte à Rassuen. Plus au sud, plusieurs embranchements industriels existent à Fos et à Martigues-Lavéra (port et complexe pétrochimique).
La ligne est utilisée par les convois de détritus urbains de Marseille à destination de l'incinérateur de Fos-sur-Mer.
Enfin la ligne sert occasionnellement pour les détournements de trains en cas d'interruption sur la ligne de Marseille à Miramas via Rognac. Ce fut notamment le cas le 27 mars 2010.

## Photographies de la ligne

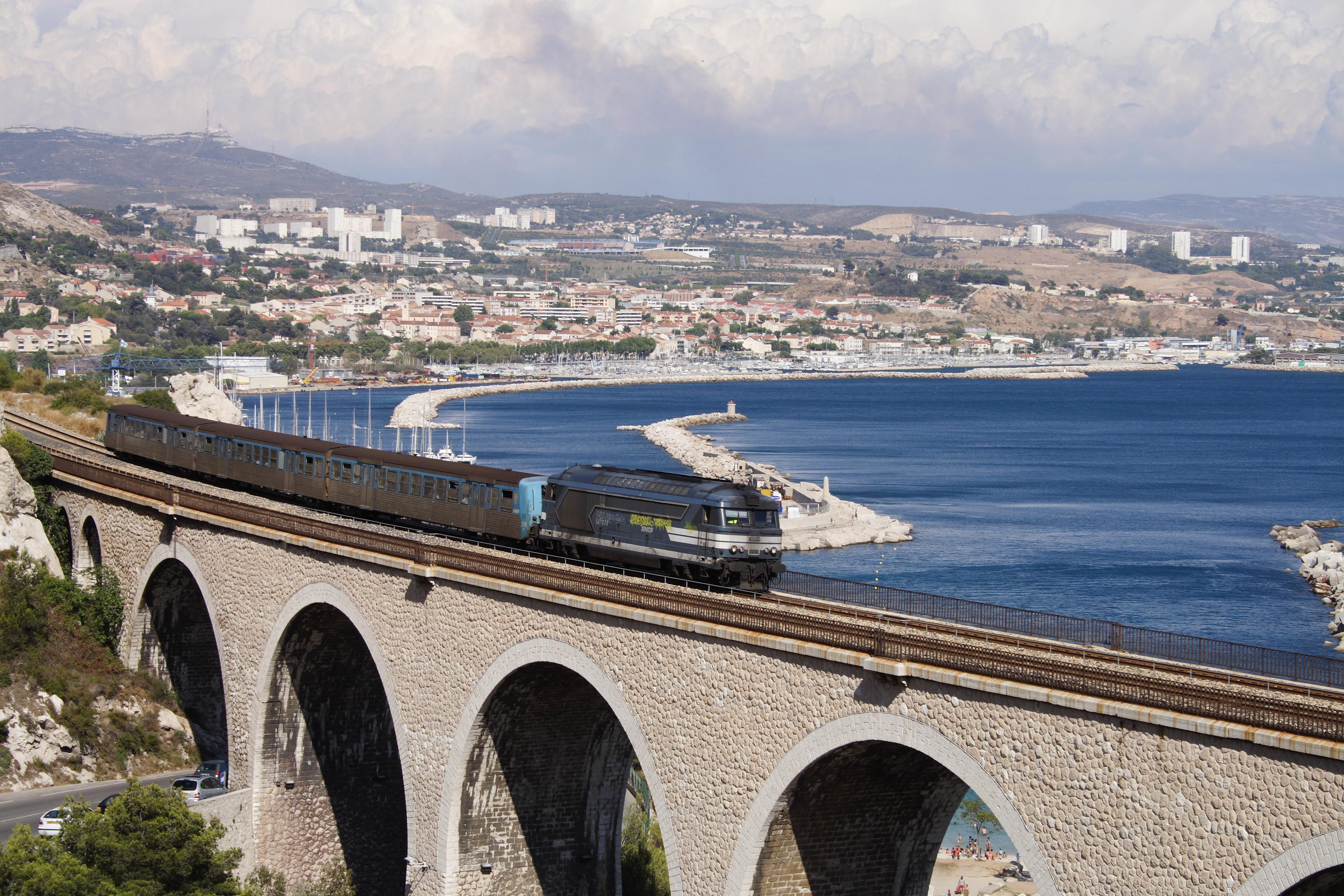
TER avec BB 67400 en direction de Port-de-Bouc.
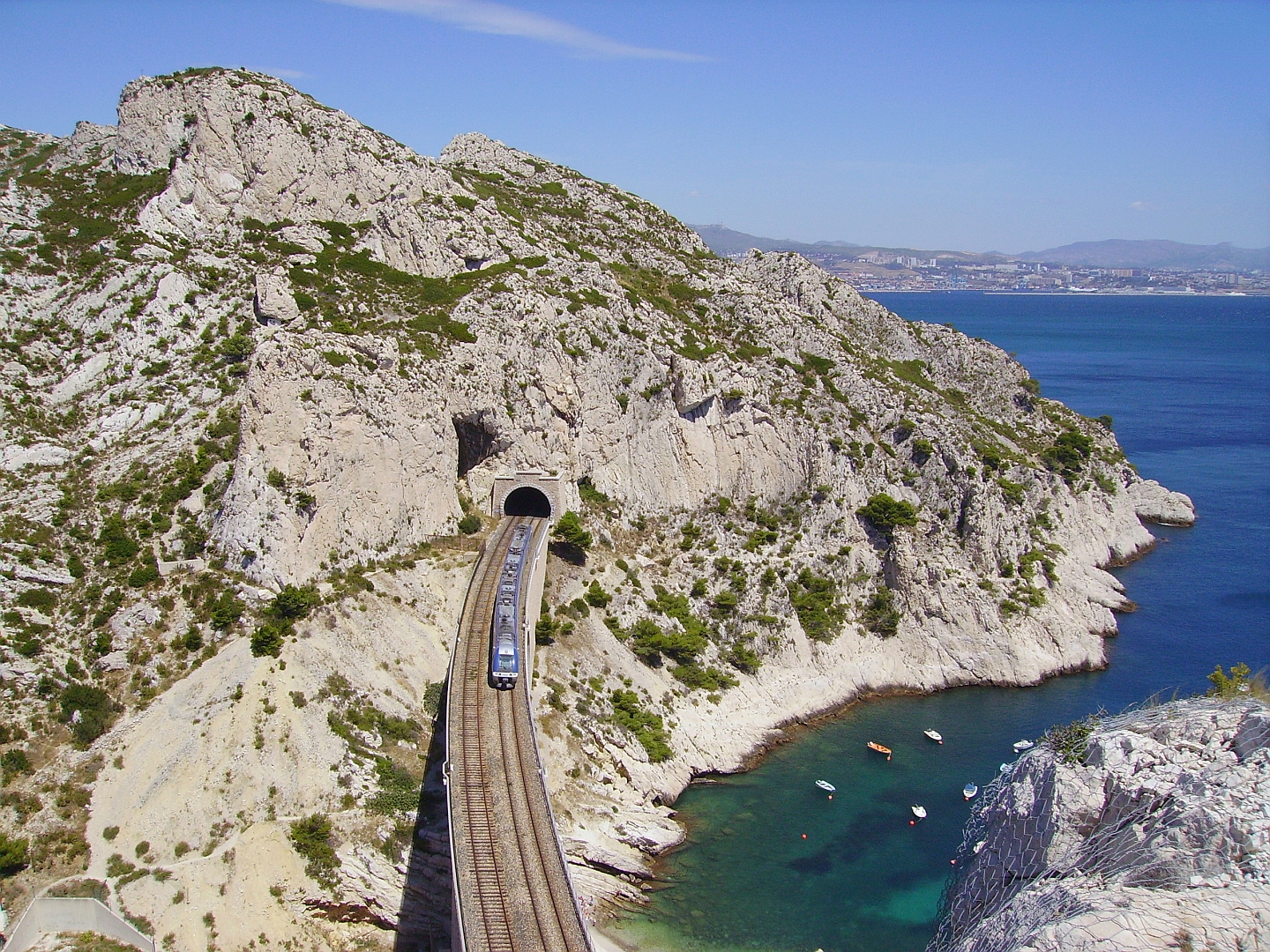
Un TER Marseille > Miramas sur le viaduc de La Vesse.
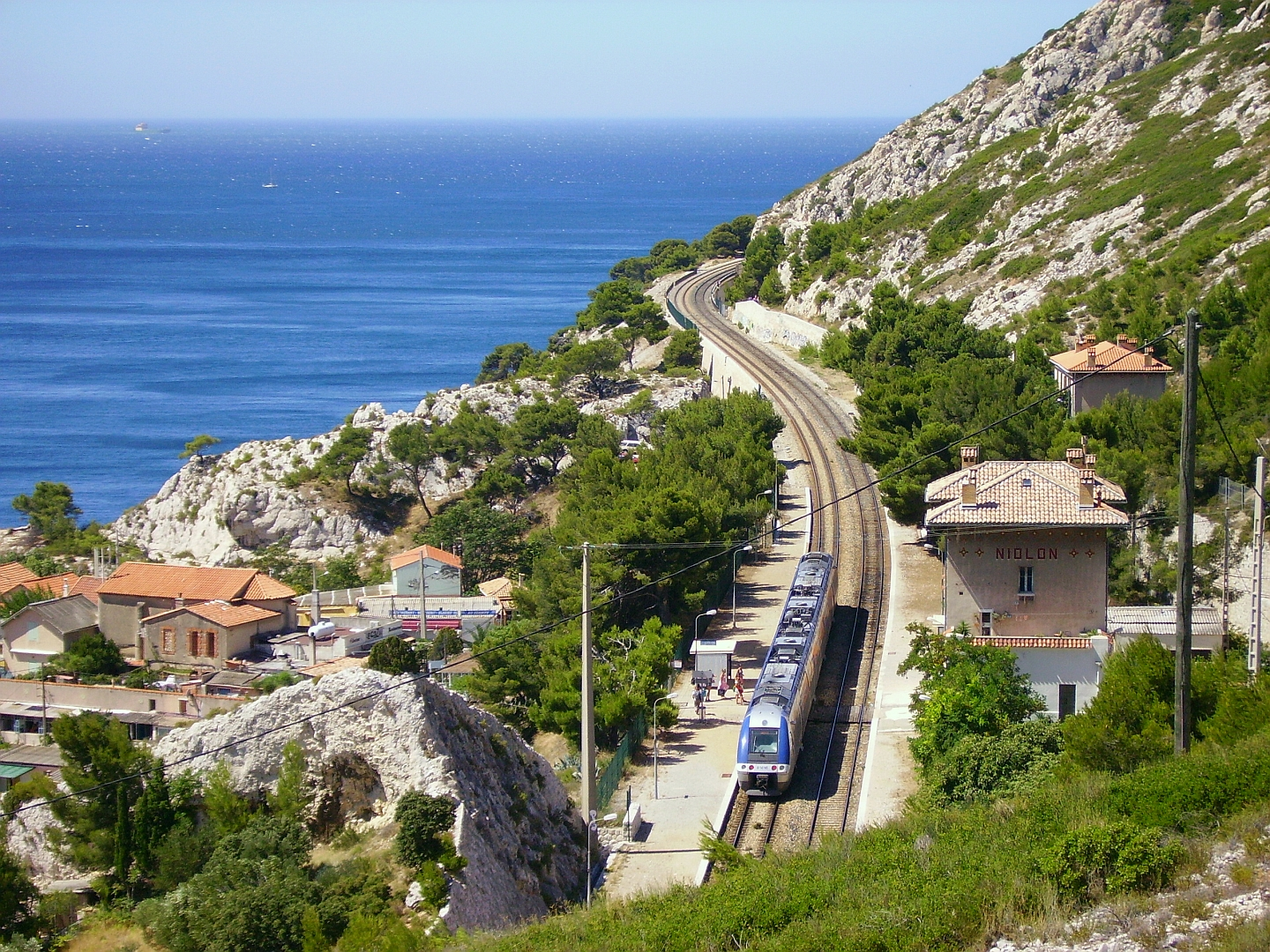
Un TER Marseille > Miramas en gare de Niolon.
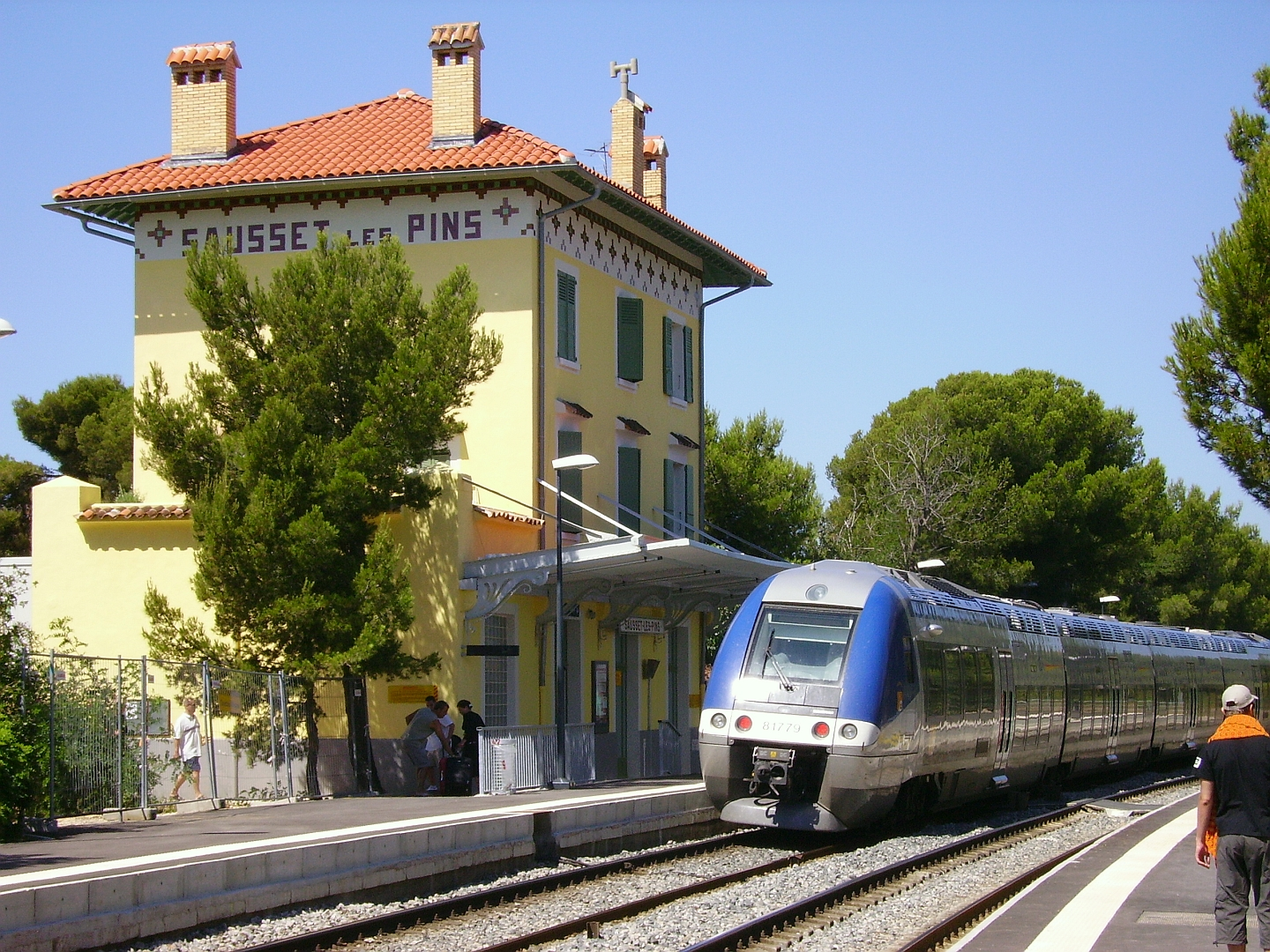
La gare de Sausset-les-Pins, style typique de la ligne.
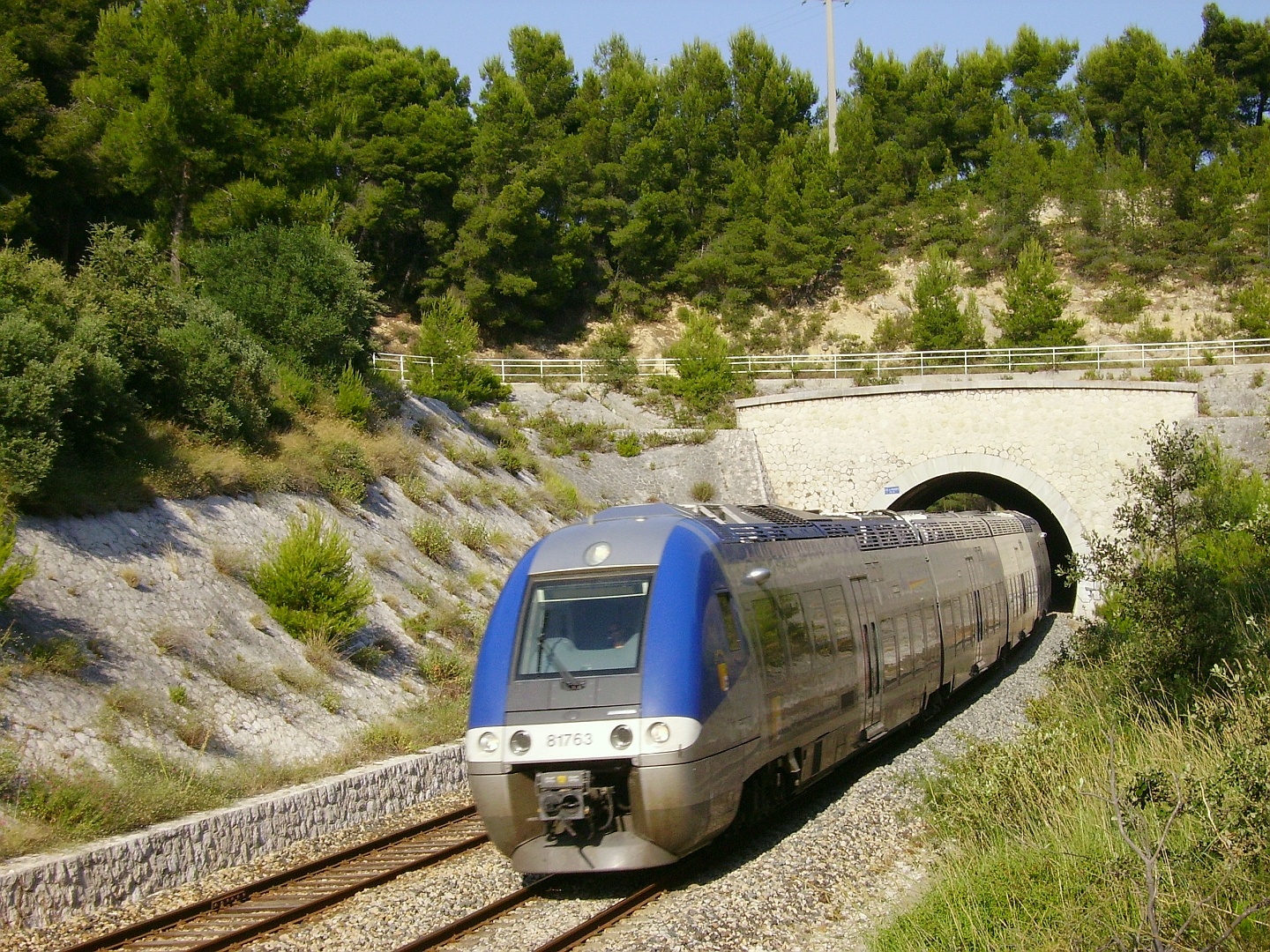
Un TER Marseille > Miramas vers La Couronne.

#### Iconographie
- Nouvelle Ligne, Chemin de Fer P.-L.-M. de l'Estaque à Miramas. Le Viaduc de Caronte. 943 M. de long, hauteur 24 m. 50, carte postale no 41, LL, avant 1917 (1 exemplaire a voyagé en 1917).